# Расселл, Одо, 1-й барон Эмптхилл
О́до Уи́льям Ле́опольд Ра́ссел, 1-й баро́н Э́мптхилл (в устаревшей передаче О́до Ви́льям Леопо́льд Ро́ссель, 1-й баро́н А́мптгиль; англ. Odo William Leopold Russell, 1st Baron Ampthill; 20 февраля 1829, Франция — 25 августа 1884, Потсдам) — английский пэр и дипломат, сын генерал-майора Джорджа Вильяма Рассела (второго сына 6-го герцога Бедфорда и старшего брата графа Джона Рассела).

## Биография

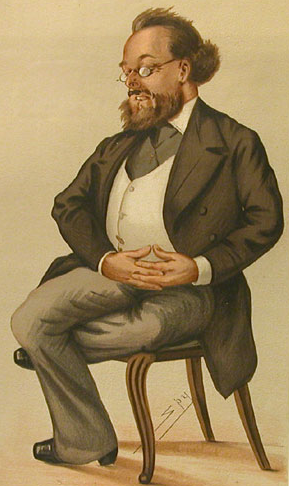
Барон Эмптхилл. Художник Лесли Уорд, 1877

Получив образование в Германии, пополненное путешествием по Европе, он уже в 1849 году выступил на дипломатическое поприще в качестве атташе при английском посольстве в Вене. В течение 1850—52 годов он работал в министерстве иностранных дел под руководством Пальмерстона.
В 1852 году был назначен атташе в Париж, в апреле того же года опять в Вену; откуда снова вернулся в Париж в сентябре 1853 года. Назначенный в августе 1854 года первым секретарём посольства в Константинополе, он был близким свидетелем Крымской войны и её дипломатических усложнений. В 1857 году он был перемещён в Вашингтон, а в ноябре 1858 года прикомандирован к посольству в Неаполе, откуда его послали с специальным поручением к папскому двору. Когда вслед за этим после падения Неаполитанского королевства английское посольство в Неаполе было упразднено, он был оставлен в качестве поверенного по делам в Риме и пробыл на этом посту до августа 1870 года.
В начале франко-прусской войны 1870—71 годов он был отозван в Лондон и назначен товарищем министра иностранных дел. Лорд Лофтус, тогдашний английский посланник при Прусском дворе, не скрывавший своих симпатий к Франции, навлёк на себя неудовольствие Пруссии и оказался непригодным для дальнейших сношений с прусским правительством, когда, с одной стороны, на политическом горизонте неожиданно всплыл вопрос о Чёрном море, а с другой — старания Англии добиться перемирия между воюющими сторонами потребовали более интимных переговоров между обоими государствами. В этот критический момент Амптгиль был послан с специальной миссией в Версаль, где с искусством и энергией исполнил свою трудную задачу до заключения мира в марте 1871 года. В награду за оказанные им услуги он был назначен, 16 октября 1871 года, английским послом при дворе нового императора. В этой должности он принял участие, как уполномоченный Англии, в Берлинском конгрессе и 5 февраля 1872 года возведён в сан действительного тайного советника, а в 1881 году — в пэры, под именем лорда Амптгиля.